# Megaselia pumila
Megaselia pumila är en tvåvingeart som först beskrevs av Johann Wilhelm Meigen 1830.  Megaselia pumila ingår i släktet Megaselia och familjen puckelflugor. Arten är reproducerande i Sverige. Inga underarter finns listade i Catalogue of Life.